# خورس
خورس (به اسلاوی کلیسایی باستان: Хърсъ) در اساطیر اسلاو ایزد خورشید زمستانی است. او همچنین با شفا دادن و بهبود بیماری‌ها مرتبط است. تندیس خورس در کی‌یف توسط ولادیمیر کبیر در کنار مجسمه‌های ایزدان بزرگی همچون پرون، داژبوگ، موکوش، استرایباگ و سیمارگل ساخته شده بود.
برخی معتقدند نام خورس دارای منشأ ایرانی است و برگرفته از زبان سکایی باستان است و بر این نظرند که خورس از واژهٔ فارسی «خورشید» گرفته شده است. همچنین از این واژه کلماتی شامل خراسان و احتمالاً خوارزم به معنی «سرزمینی که خورشید در آن طلوع می‌کند» مشتق شده است. عده‌ای دیگر نیز عقیده دارند خورس ریشهٔ ترکی دارد. سرچشمهٔ این اعتقاد ریشه در دوران حکومت ولادیمیر کبیر دارد، که قلمرو روس صرفاً در اشغال اسلاوها نبود. آمیزه‌ای از قوم‌های گوناگون وجود داشت که ورنگیان و بسیاری از قبایل فینو-اویغوری و ترک را در بر می‌گرفت. مردمانی ایرانی تبار نیز از این منطقه گذشته بودند.